# Ruben and the Jets
Ruben and the Jets byla americká doo-wopová hudební skupina, existující v letech 1972 až 1974. Název skupiny vznikl z alba Cruising with Ruben & the Jets z roku 1968 od Franka Zappy a jeho skupiny Mothers of Invention. Zappa také produkoval jejich debutové album For Real!.

## Diskografie
- For Real! (1973)
- Con Safos (1974)